# Héctor González
Héctor González é um futebolista venezuelano que atua na posição de meia.

## Carreira
Héctor González integrou a Seleção Venezuelana de Futebol na Copa América de 2001, 2004 e 2007.